# Dysdera sutoria
Dysdera sutoria là một loài nhện trong họ Dysderidae.
Loài này thuộc chi Dysdera. Dysdera sutoria được J. Denis miêu tả năm 1945.